# Linda Tillery
Linda Tillery (* 2. September 1948 in San Francisco) ist eine US-amerikanische Sängerin und Musikproduzentin. Sie war maßgeblich an der Renaissance afroamerikanischer Gesangsformen in den USA beteiligt.

## Leben und Wirken
Tillery erhielt mit 19 Jahren eine klassische Gesangsausbildung und wurde dann Mitglied der Soul-Band Loading Zone. Zunächst unter dem Pseudonym Sweat Linda Divine begann sie 1970 eine Solokarriere, arbeitete aber auch in den Studios, wo sie schließlich als Produzentin für Olivia Records tätig war. Sie wirkte als Schlagzeugerin und als Sängerin in den Ensembles von Carlos Santana, Teresa Trull, Bobby McFerrin, Huey Lewis, June Millington, Linda Ronstadt, Barbara Higbie und Taj Mahal. Seit 1991 sammelt sie Lieder und Materialien der afroamerikanischen Geschichte. 1993 gründete sie den rein weiblich besetzten Cultural Heritage Choir, der ein Repertoire von Spirituals, Bluestiteln, Worksongs, Kinderliedern aus Nordamerika sowie südafrikanischen und afro-brasilianischen Liedern a cappella weltweit zur Aufführung brachte. Daneben spielt sie mit ihrer Band Skin Tight Blues und Jazz.
Sie wurde zweimal als herausragende Vokalistin mit dem Bay Area Jazz Award ausgezeichnet.

## Diskographische Hinweise
- Sweet Linda Divine (CBS Records, 1970)
- Linda Tillery (Olivia Records, 1978)
- Secrets (411/Redwood Records, 1985)

### The Cultural Heritage Choir
- Good Time, A Good Time (1995)
- Front Porch Music (1997)
- Say Yo’ Business (2001)

## Lexigraphischer Eintrag
- Wolf Kampmann (Hrsg.), unter Mitarbeit von Ekkehard Jost: Reclams Jazzlexikon. Reclam, Stuttgart 2003, ISBN 3-15-010528-5.